# Plecoptera ovaliplaga
Plecoptera ovaliplaga är en fjärilsart som beskrevs av W. Warren 1914. Plecoptera ovaliplaga ingår i släktet Plecoptera och familjen nattflyn. Inga underarter finns listade i Catalogue of Life.